# Furth (Kürten)
Furth ist ein Ortsteil in der Gemeinde Kürten im Rheinisch-Bergischen Kreis.

## Beschreibung
Furth hat diesen Namen, weil man von hier durch eine schmale Furt die rechte Seite der Kürtener Sülz in Richtung Wipperfeld erreichen konnte, so die Deutung des örtlichen Geschichtsvereins. Es ist der östlichste Ortsteil von Kürten auf der Landesstraße 286 an der Grenze zur Stadt Wipperfürth. Die nächsten Ortschaften sind dort Jörgensmühle und Buchholz.

## Geschichte
Furth bei Wipperfeld wurde erstmals im Jahr 1470 als Fourde urkundlich erwähnt.
Die Topographia Ducatus Montani des Erich Philipp Ploennies aus dem Jahre 1715, Blatt Amt Steinbach, belegt, dass der Ort bereits 1715 als Ort mit einem Hof bestand und als Fuhrt bezeichnet wurde. Carl Friedrich von Wiebeking benennt die Hofschaft auf seiner Charte des Herzogthums Berg 1789 als Furth. Aus ihr geht hervor, dass Furth zu dieser Zeit Teil der Honschaft Olpe im Kirchspiel Olpe im Landgericht Kürten war.
Unter der französischen Verwaltung zwischen 1806 und 1813 wurde das Amt Steinbach aufgelöst und Furth wurde politisch der Mairie Olpe im Kanton Wipperfürth  im Arrondissement Elberfeld zugeordnet. 1816 wandelten die Preußen die Mairie zur Bürgermeisterei Olpe im Kreis Wipperfürth.
Furth gehörte zu dieser Zeit zur Gemeinde Olpe.
Der Ort ist auf der Topographischen Aufnahme der Rheinlande von 1824 und auf der Preußischen Uraufnahme von 1840 als Furth verzeichnet. Ab der Preußischen Neuaufnahme von 1892 ist er auf Messtischblättern regelmäßig als Furth verzeichnet.
1822 lebten 18 Menschen im als Hof kategorisierten und Furth bezeichneten Ort. 1830 hatte der Ort 21 Einwohner. Der 1845 laut der Uebersicht des Regierungs-Bezirks Cöln als Hof und Knochenmühle kategorisierte Ort besaß zu dieser Zeit drei Wohnhäuser. Zu dieser Zeit lebten 14 Einwohner im Ort, davon alle katholischen Bekenntnisses. Die Gemeinde- und Gutbezirksstatistik der Rheinprovinz führt Furth, hier Furth bei Olpe genannt, 1871 mit ein Wohnhäusern und 14 Einwohnern auf. Im Gemeindelexikon für die Provinz Rheinland von 1888 werden zwei Wohnhäuser mit 18 Einwohnern angegeben und der Ort mit Furth bei Olpe bezeichnet. 1895 hatte der Ort drei Wohnhäuser und 17 Einwohner, der Ort wird Furth bei Olpe genannt. 1905 besaß der Ort drei Wohnhäuser und 23 Einwohner und gehörte konfessionell zum katholischen Kirchspiel Olpe.
1927 wurden die Bürgermeisterei Olpe in das Amt Olpe überführt. In der Weimarer Republik wurden 1929 die Ämter Kürten mit den Gemeinden Kürten und Bechen und Olpe mit den Gemeinden Olpe und Wipperfeld zum Amt Kürten zusammengelegt. Der Kreis Wipperfürth ging am 1. Oktober 1932 in den Rheinisch-Bergischen Kreis mit Sitz in Bergisch Gladbach auf.
1975 entstand aufgrund des Köln-Gesetzes die heutige Gemeinde Kürten, zu der neben den Ämtern Kürten, Bechen und Olpe ein Teilgebiet der Stadt Bensberg mit Dürscheid und den umliegenden Gebieten kam.

## Denkmäler
Das an der Kreuzung stehende Fachwerkhaus Wipperfürther Straße 520 wurde um 1800 errichtet und steht unter Denkmalschutz. Ebenso das rechts von diesem Haus im Garten aufgestellte Wegekreuz aus dem Jahr 1856, das im Mittelteil eine Reliefdarstellung der hl. Margarethe mit Kreuz und Drachen zeigt.

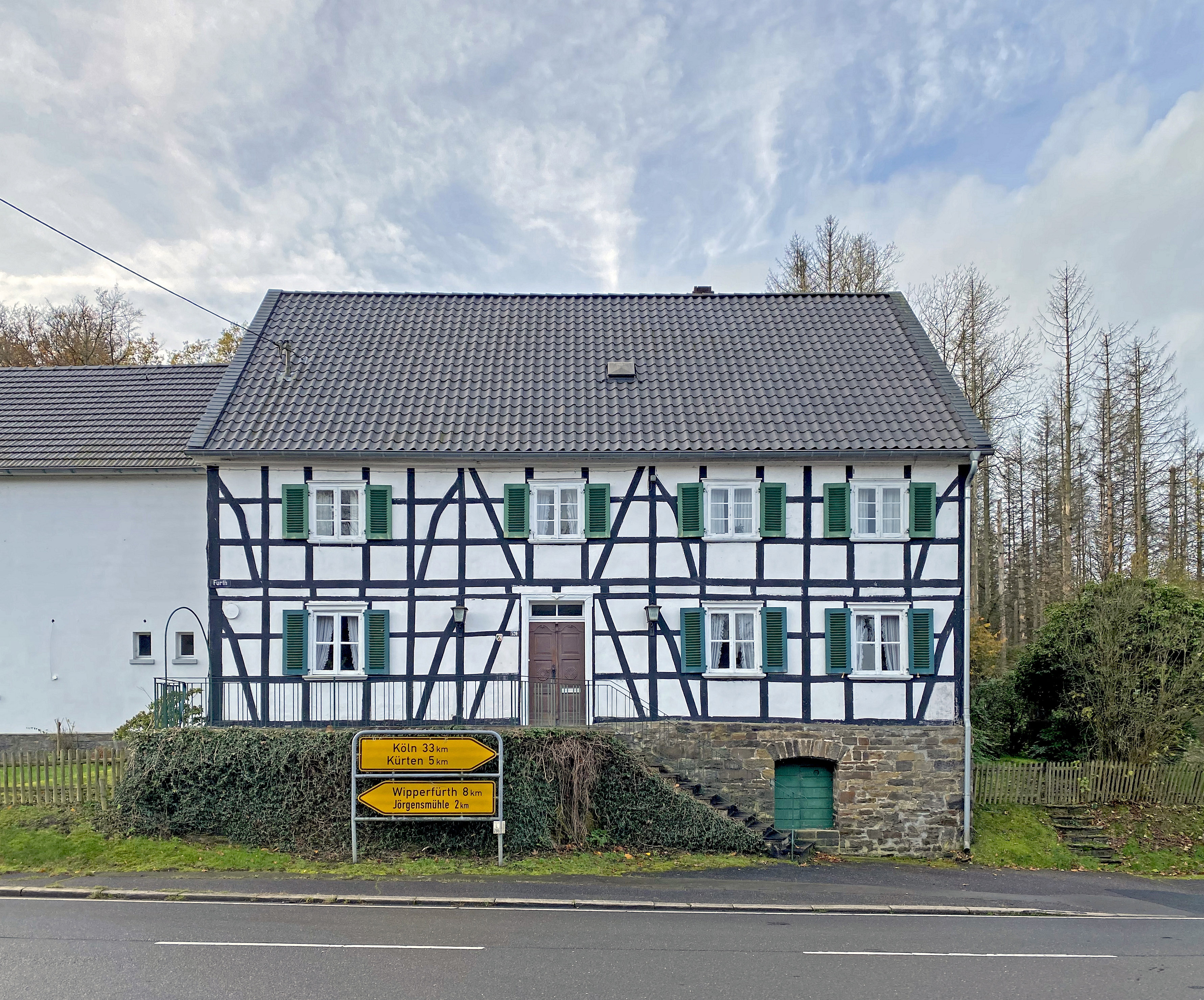
Baudenkmal Wipperfürther Straße 520
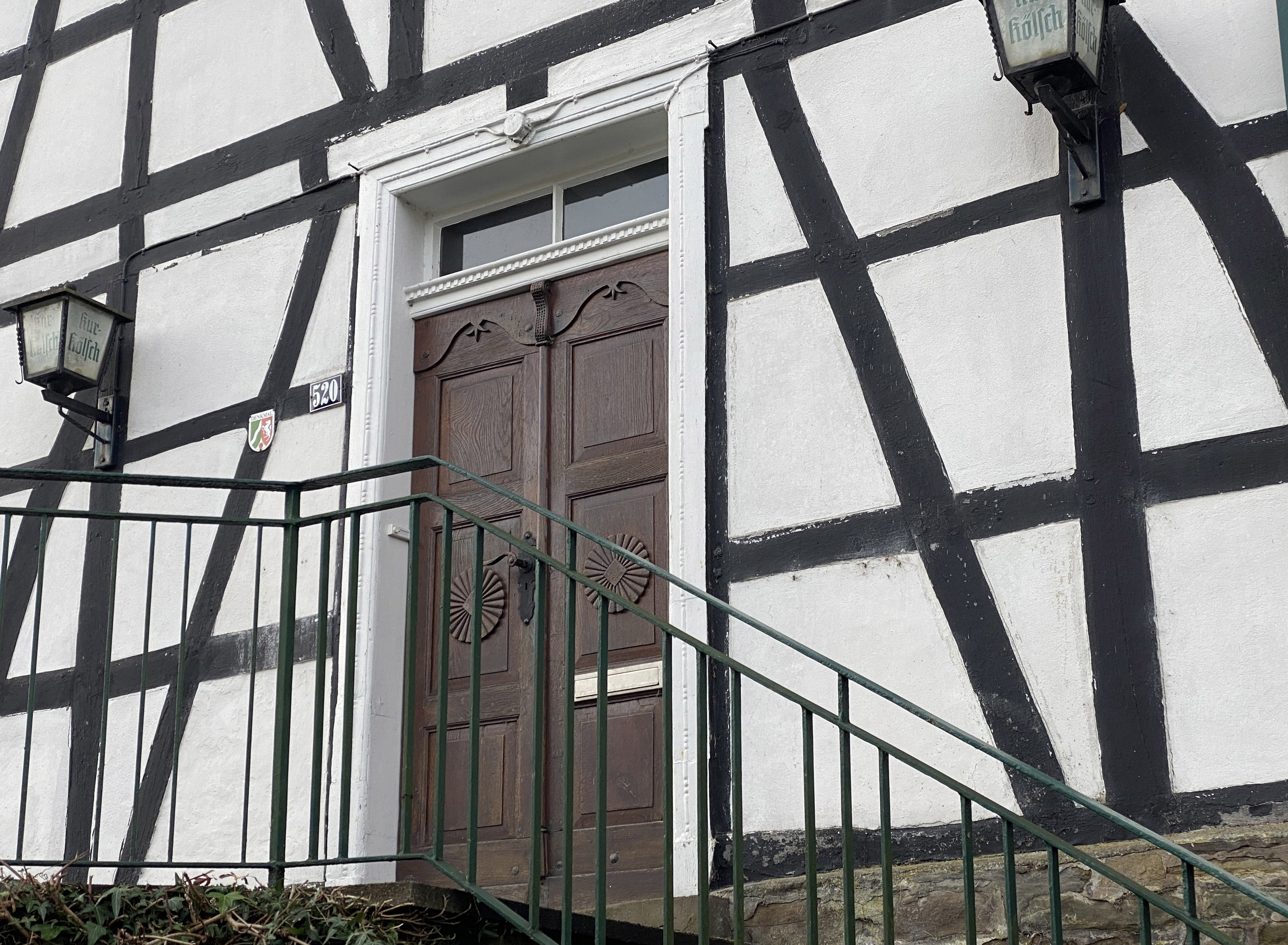
Alte Haustür ebendort
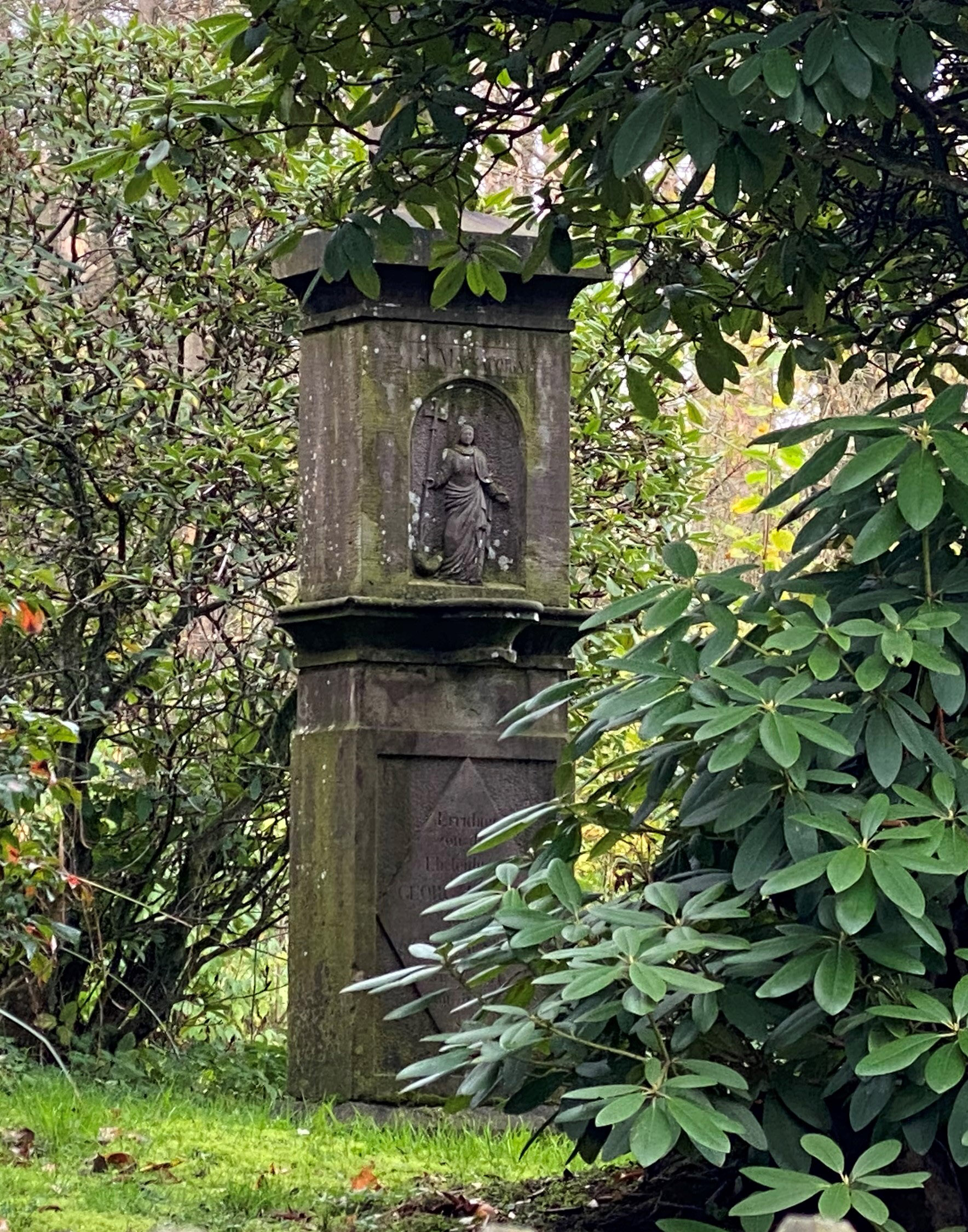
Wegekreuz (1856)
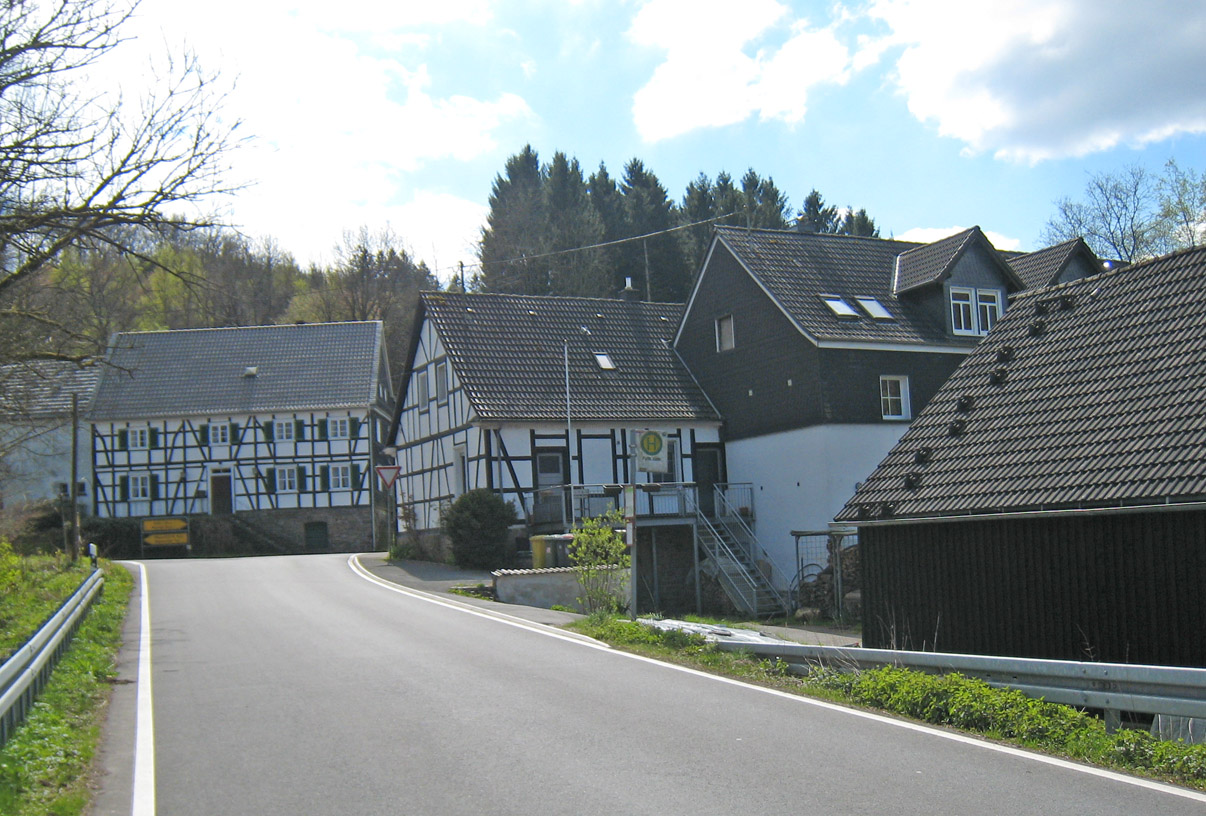
Furth, Aufnahme von Buchholz aus 2017